# Billy Koumetio
Billy Dawson Koumetio (* 14. November 2002 in Villeurbanne) ist ein französischer Fußballspieler.

## Karriere

### Verein
Koumetio begann seine Karriere beim FC Vaulx-en-Velin. Zur Saison 2014/15 wechselte er in die Jugend von Olympique Lyon. Zur Saison 2018/19 wechselte er weiter zur US Orléans. Nach einem halben Jahr in Orléans wechselte der Innenverteidiger im Januar 2019 nach England in die Jugend des FC Liverpool. Im Oktober 2019 stand er im EFL Cup gegen den FC Arsenal erstmals im Kader der Profis von Liverpool, kam jedoch noch nicht zum Einsatz. Sein Debüt für die „Reds“ gab er dann im Dezember 2020 in der UEFA Champions League, als er gegen den FC Midtjylland in der Halbzeitpause für Fabinho ins Spiel kam. Dies sollte sein einziger Profieinsatz in der Saison 2020/21 bleiben. In der Saison 2021/22 kam er einmal im EFL Cup zum Einsatz, den er mit Liverpool schließlich auch gewann.
Zur Saison 2022/23 wurde der Franzose an den österreichischen Bundesligisten FK Austria Wien verliehen. Bei der Austria konnte er sich aber nicht durchsetzen, für die Profis absolvierte er bis zur Winterpause nur fünf Spiele in der Bundesliga. Im Januar 2023 wurde die Leihe daraufhin vorzeitig beendet.
Im Sommer 2023 wechselte er leihweise in die Ligue 2 zu USL Dunkerque. Mitte Januar 2024 wurde auch diese Leihe vorzeitig abgebrochen und es folgte die Leihe zu den Blackburn Rovers.
Am 9. August 2024 wechselte Koumetio mit einem Zweijahresvertrag zum FC Dundee in die Scottish Premiership. Er gab sein Debüt einen Tag später, am 2. Spieltag der Saison 2024/25 bei einem Heimsieg gegen Heart of Midlothian als er eingewechselt wurde.

### Nationalmannschaft
Koumetio absolvierte im August 2019 ein Länderspieldoppel gegen Paraguay für die französische U-18-Auswahl. Im September 2021 debütierte er im U-20-Team.